# سیلویا اندریا سانتوس لوز
سیلویا اندریا سانتوس لوز (انگلیسی: Silvia Andrea Santos Luz؛ زادهٔ ۵ مارس ۱۹۷۵) بازیکن بسکتبال اهل برزیل است.